# Ali Dia
Ali Dia (eigentlich Aly Dia; * 20. August 1965 in Dakar) ist ein ehemaliger senegalesischer Fußballspieler. Bekannt wurde der Amateurspieler dadurch, dass er einmal für den FC Southampton in der englischen Premier League zum Einsatz kam, nachdem er zuvor fälschlicherweise behauptet hatte, Nationalspieler seines Heimatlandes gewesen zu sein.

## Sportlicher Werdegang
Dia spielte in diversen unterklassigen Mannschaften in Frankreich und Finnland sowie einige Monate in der 2. Bundesliga in Deutschland beim VfB Lübeck. Er war bereits in Probetrainingstunden bei Port Vale, dem FC Gillingham und dem AFC Bournemouth durchgefallen, bevor er dann 1996 bei dem semiprofessionellen englischen Verein Blyth Spartans anheuerte. Noch im gleichen Jahr erhielt Graeme Souness als Trainer des FC Southampton einen Anruf von einer Person, die sich als der vormalige FIFA-Weltfußballer und liberianische Nationalspieler George Weah ausgab. Dieser „Weah“ empfahl Souness seinen Cousin, der angeblich für Paris Saint-Germain gespielt und 13 Länderspiele für sein Land absolviert hatte. All diese Angaben sollten sich später als unwahr erweisen. Souness verpflichtete Dia für zunächst einen Monat.
Der Neuzugang kam nur zu einem einzigen Spiel für den FC Southampton, als er am 23. November 1996 gegen Leeds United nach 32 Minuten für Matthew Le Tissier eingewechselt wurde. Zuvor war ein Einsatz Dias in der Reservemannschaft des FC Southampton geplant gewesen; die Freundschaftspartie gegen die Arsenal-Ersatzspieler war jedoch aufgrund des unbespielbaren Rasens abgesagt worden. Die Leistung Dias gegen Leeds war spektakulär unterdurchschnittlich und das fehlende spielerische Niveau im Vergleich zum Standard im englischen Erstligafußball sofort augenfällig. Nach 53 Spielminuten beendete Souness dieses Experiment und tauschte Dia wiederum gegen Ken Monkou aus – Leeds United siegte am Ende mit 2:0. Die Vereinsführung entließ Dia im Anschluss vorzeitig aus seinem Vertrag. Später sollte Dia noch sporadisch für den unterklassigen FC Gateshead in Erscheinung treten.

## Dia als „Kultfigur“
Unter den Anhängern des englischen Fußballs hat der Name Ali Dia einen nahezu legendären Klang. Obwohl er nur ein einziges Mal für den Verein zum Einsatz kam, ist ein Gesang von Southampton-Fans ihm gewidmet: Ali Di-a, he’s a li-ar, he’s a li-ar („Ali Dia, er ist ein Lügner, er ist ein Lügner“). Dia erscheint immer wieder bei Auflistungen besonders schlechter Fußballer oder Transfers. In einer Umfrage der Times führte er die Liste der „50 schlechtesten Fußballer“ an.
Verstärkt wurde der Mythos um Ali Dia durch den Umstand, dass sowohl seine Herkunft als auch sein Verbleib nach seiner letzten dokumentierten Station als Fußballer lange Jahre unbekannt geblieben waren. Diverse Journalisten scheiterten regelmäßig daran, nähere Informationen über Dias Lebensweg oder irgendein Lebenszeichen von ihm ausfindig zu machen. Dieses scheinbar mysteriöse Verschwinden führte zu zahlreichen Spekulationen, etwa er trage inzwischen einen anderen Namen, sei nach Saudi-Arabien ausgewandert oder bereits verstorben. Erst 2016, zum 20-jährigen Jubiläum seines Premier-League-Einsatzes, gelang es einer Journalistin (Kelly Naqi vom Bleacher Report), mit Dia in Kontakt zu treten.